# Gulijan
Gulijan (en serbe cyrillique : Гулијан) est un village de Serbie situé dans la municipalité de Svrljig, district de Nišava. Au recensement de 2011, il comptait 129 habitants.

## Démographie
| 1948 | 1953 | 1961 | 1971 | 1981 | 1991 | 2002 | 2011 |
| ---- | ---- | ---- | ---- | ---- | ---- | ---- | ---- |
| 795  | 804  | 678  | 579  | 448  | 301  | 201  | 129  |

|  |